# Darryl Hanah
Darryl Hanah (ur. 14 lipca 1972 w Sacramento w Kalifornii) – amerykańska aktorka pornograficzna. 

## Życiorys
Urodziła się w Sacramento w Kalifornii. W 1992 roku związała się z Jackiem Fountainem.
W 2005 roku, w wieku 33 lat zaczęła pojawiać się w filmach dla dorosłych, w tym Gotham Gold Toe Tales 110 i JM Productions Mouth Meat 4. 
W 2008 roku zdobyła nominację do XRCO Award w kategorii „MILF roku”. 
W lipcu 2008 roku współorganizowana pokaz Dirty Divas w RudeTV.
W 2009 była nominowana do AVN Award w kategorii „MILF/Kuguarzyca roku” i XRCO Award w kategorii „MILF roku”. 
W 2010 otrzymała dwie nominacje do AVN Award w kategoriach: „Najlepsza scena seksu grupowego” w produkcji Adam & Eve 8th Day (2009) z i „MILF/Kuguarzyca roku”.